# Наумов Андрій Олегович
Андрій Олегович Наумов (нар. 28 травня 1982) — колишній голова управління внутрішньої безпеки Служби безпеки України. 

## Життєпис
За даними з відкритих джерел, довгий час працював у Генпрокуратурі, а потім — в Державному агентстві з управління Чорнобильською зоною відчуження. У 2018 році став директором ДП «Центр організаційно-технічного і інформаційного забезпечення управління зоною відчуження».
З літа 2019 року до липня 2021 року очолював Головне управління внутрішньої безпеки СБУ.
Напередодні російського вторгнення в Україну Наумов виїхав з України.

## Розслідування
2022 року, після виїзду з України, кілька місяців жив у Німеччині, далі виїхав до Сербії. 7 червня 2022 року, при спробі перетину кордону між Сербією та Північною Македонією, його затримали з незадекларованою готівкою — 600 тис. євро та 120 тис. $, разом із громадянином Німеччини Олександром Акстом, фігурантом численних журналістських розслідувань про контрабанду в Україні. В Сербії проти Наумова відкрили справу, його відправили до слідчого ізолятора.
Його родина придбала 3-кімнатну квартиру в елітному житловому комплексі в центрі Києва . Журналіст Юрій Бутусов вважав його «гаманцем» голови СБУ Івана Баканова та пов'язував чистки в СБУ з «переділом ринку контрабанди».
26 жовтня 2022 року, ДБР повідомило Наумову про підозру, за даними ДБР, він, перебуваючи на посаді керівника державного підприємства, впродовж 2019—2021 років шахрайськими методами заволодів 3,2 млн грн (шахрайство в особливо великих розмірах, ч. 4 ст. 190 КК України).
За даними ДБР, Наумов з іншим членами попереднього керівництва СБУ, підозрюється у державній зраді.
29 вересня 2023 року Вищий суд сербського міста Ниш засудив Наумова до одного року позбавлення волі за відмивання грошей.
На початку грудня 2023 року Наумов вийшов з сербської в'язниці. Однак через розгляд апеляції на вирок, у нього вилучили документи та заборонили залишати країну.
14 лютого 2024 року Апеляційний суд у сербського міста Ниш скасував вирок першої інстанції, що засуджував Наумова до одного року позбавлення волі за відмивання грошей, справу повернули до суду Нішу для ухвалення нового рішення. У серпні 2024 року Інтерпол оголосив Наумова в міжнародний розшук.
21 червня 2024 року Наумову було повідомлено про підозру в організації підробки офіційних документів (ч. 3 ст. 27, ч. 3 ст. 358 ККУ). За даними слідства, він організував підробку документів з метою уникнення кримінальної відповідальності в Сербії.
3 травня 2024 року Наумову оголосили підозру у незаконному збагаченні після того, як ДБР, Офіс Генпрокурора та НАЗК виявили у нього не обґрунтовані активи на 32,7 млн грн.
28 серпня 2024 Інтерпол оголосив у міжнародний розшук колишнього начальника Головного управління внутрішньої безпеки СБУ Андрія Наумова за запитом ДБР.
24 жовтня 2024 Вищий Антикорупційний Суд підтвердив замовний характер справ 

## Військове звання
- 14 жовтня 2020 року Президент Зеленський присвоїв Наумову військове звання «бригадний генерал»[21];
- 31 березня 2022 року Президент Зеленський понизив Наумова у військовому званні на один ступінь[22]. Як на думку руху «Чесно», пониження відбулося за державну зраду Наумова[23].